# Imrich Kružliak
Imrich Kružliak (* 8. Dezember 1914 in Detva, Österreich-Ungarn (heutige Slowakei); † 1. Februar 2019 in Unterhaching bei München; Pseudonyme Marian Žiar und Anton Prokop) war eine wichtige Persönlichkeit des slowakischen Exils der Nachkriegszeit. Kružliak war Politiker, Publizist, Schriftsteller, Historiker, Übersetzer und Exilarbeiter.

## Biografie
Imrich Kružliak wurde im österreich-ungarischen Detva (in der heutigen Slowakei) geboren, wo er zunächst die Volksschule besuchte. Später ging er in Banská Bystrica zur Volksschule und besuchte danach ein Gymnasium in Kláštor pod Znievom. Während des Studiums in Bratislava war er als Studentenführer in mehreren katholischen Gesellschaften aktiv. Er war zunächst Sekretär, später stellvertretender Vorsitzender des slowakischen katholischen Studentenzentrums und ab 1938 Literatursekretär der Slowakischen Liga. 1940 schloss er sein Universitätsstudium an der Philosophischen Fakultät der Comenius-Universität ab (Studiengang „Alte Geschichte und historische Hilfswissenschaften“) und erhielt den Titel PhDr.
In den Jahren 1940 bis 1943 war er Leiter der slowakischen Pressestelle, dann Herausgeber der Zeitschriften Bojovník und Národná noviny. Während der Zeit des slowakischen Kriegsstaates arbeitete er in dessen Spitzenorganen. Er war der Leiter der Pressestelle im Propagandabüro und leitender HSLS-Beamter. Nach dem Zweiten Weltkrieg war die katholische Bewegung Teil der Demokratischen Partei, für die Imrich Kružliak im Jahr 1946 als Wahlleiter fungierte. Von 1946 bis 1947 war er Sekretär des für Ernährung und Versorgung zuständigen Stabschefs im Slowakischen Nationalrat (SNR).
1949 emigrierte Imrich Kružliak vor dem kommunistischen totalitären Regime aus der Slowakei zunächst nach Österreich (1949 bis 1951), später nach Deutschland (1951), und schloss sich dem antikommunistischen Widerstand in der Weißen Legion an. In München leitete er über mehrere Jahrzehnte den kulturellen Teil des Radiosenders Free Europe. 1972 wurde er Chefredakteur der Zeitschrift Horizont und 1987 Präsident der Vereinigung slowakischer Schriftsteller und Künstler im Ausland.
Seit der Revolution von 1989 lebte er abwechselnd in Bratislava und München. Er setzte sich für die Schaffung einer unabhängigen demokratischen Slowakischen Republik ein und war nach deren Gründung Berater des Präsidenten der Slowakischen Republik, Michal Kováč.
Kružliak verstarb am 2. Februar 2019 in Unterhaching. Er wurde 104 Jahre alt.

## Mitgliedschaft in Vereinigungen
Imrich Kružliak war unter anderem Ehrenvorsitzender der Vereinigung slowakischer Schriftsteller und Künstler im Ausland, Vorsitzender des Kulturkomitees des Weltkongresses der Slowaken, Mitglied des slowakischen Instituts, Mitglied des PEN-Zentrums für Schriftsteller im Exil und von 1992 bis 1995 Mitglied des Presidium of Matice slovenskej.

## Werk
Vor der Auswanderung veröffentlichte Imrich Kružliak Artikel, Übersetzungen und Rezensionen in mehreren slowakischen Zeitschriften (u. a. Rozvoj („Entwicklung“), Elán („Elan“), Kultúra („Kultur“), Slovák („Slowakisch“), Slovenská pravda („Slowakische Wahrheit“), Národné noviny („Nationale Zeitung“), Napred („Voraus“), Katolícke noviny („Katholische Zeitung“) und Verbum). Später erschienen Reflexionen und Kommentare in mehreren Exil-Zeitschriften (u. a. Most („Brücke“), Rozhľady („Räume“), Proměny („Transformationen“), Slovák v Amerike („Slowaken in Amerika“), Jednota („Einheit“), Slobodné Slovensko („Freie Slowakei“), Hlasy z Ríma („Stimmen aus Rom“), Literárny almanach Slováka v Amerike („Literarischer Almanach der Slowakischen Republik“) und Horizont („Horizont“)).
Das erste literarische Werk veröffentlichte Imrich Kružliak mit dem Gedichtband Modlitby v putách („Gebet in Handschellen“) im Jahr 1955 in München. Auch nach der 1989er Revolution veröffentlichte er weiterhin literarische und journalistische Beiträge in verschiedenen slowakischsprachigen Zeitschriften und Magazinen.

## Veröffentlichungen (Auswahl)
- 1955: Modlitby v putách (Gebete in Fesseln), übersetzt von Valentín Berko
- 1956: Chlieb a sloboda
- 1957: Podaj nám ruku, Európa, eine Sammlung von Übersetzungen ungarischer, polnischer und russischer Poesie
- 1972: Rekviem za maliara
- 1974: Piesne a smútky
- 1975: Živé stopy
- 1990: V čakárni dejín
- 1994: Starý národ, mladý štát
- 1999: V čakárni dejín: Obrazy slovenských osudov
- 2004: Viera a vzdor v slovenských dejinách
- 2004: Úteky z tiesne. V tôni dvoch totalít, eine Autobiografie

## Sekundärliteratur über Imrich Kružliak
- 1967: František Vnuk: Predstavitelia slovenskej kultúrnej tvorby. (In: Literárny almanach Slováka v Amerike)
- 1974: M. Žiar: Piesne a smútky (Rom)
- 1990/1991: J. Hvisč: Imrich Kružliak (Slovenský jazyk a literatúra v škole č. 10)
- 1992: Biografické štúdie 19 (Martin)
- 1997: P. Cabadaj: Pošlem domov srdca kúsok. Výber zo slovenskej exilovej poézie (Martin)

## Auszeichnungen
- 1994: Ehrenbürgerschaft von Detva
- 1995: Rad Ľudovíta Štúra Klasse I
- 1996: Cyrilometodská-Medaille (verliehen in Dulliken)
- 2013: Matice Slovak Award für lebenslange Aktivität zum Nutzen der Nation[4]